# UEFA-Pokal 1973/74
Der UEFA-Pokal 1973/74 war die 3. Auflage des Wettbewerbs und wurde von Feyenoord Rotterdam im Finale gegen Tottenham Hotspur gewonnen.
Der Wettbewerb, an dem wie im Vorjahr 64 Vereinsmannschaften teilnahmen, wurde in sechs Runden in Hin- und Rückspielen ausgetragen. Bei Torgleichstand entschied zunächst die Anzahl der Auswärts erzielten Tore, anschließend gab es eine Verlängerung und ein Elfmeterschießen.
Die erfolgreichsten deutschen Mannschaften in dieser Saison waren der VfB Stuttgart und der 1. FC Lokomotive Leipzig, die jeweils bis ins Halbfinale kamen, dort aber am späteren Sieger Feyenoord bzw. an Tottenham Hotspur scheiterten.

## 1. Runde
|                         | Gesamt    |                          | Hinspiel | Rückspiel |
| ----------------------- | --------- | ------------------------ | -------- | --------- |
| FC Ards                 | 4:8       | Standard Lüttich         | 3:2      | 1:6       |
| Vitória Setúbal         | 4:0       | K.Beerschot VAC          | 2:0      | 2:0       |
| VfB Stuttgart           | 13:00     | Olympiakos Nikosia       | 9:0      | 4:0       |
| US Luxemburg            | 1:12      | Olympique Marseille      | 0:5      | 1:7       |
| Panathinaikos Athen     | (a)2:2(a) | OFK Belgrad              | 1:2      | 1:0       |
| Ruch Chorzów            | 8:6       | Wuppertaler SV           | 4:1      | 4:5       |
| Strømsgodset IF         | 2:7       | Leeds United             | 1:1      | 1:6       |
| 1. FC Tatran Prešov     | 5:3       | FK Velež Mostar          | 4:2      | 1:1       |
| AC Turin                | 2:4       | 1. FC Lokomotive Leipzig | 1:2      | 1:2       |
| Östers IF               | 2:5       | Feyenoord Rotterdam      | 1:3      | 1:2       |
| FC Aberdeen             | 7:2       | Finn Harps               | 4:1      | 3:1       |
| FC Admira/Wacker        | (a)2:2(a) | Inter Mailand            | 1:0      | 1:2       |
| Boldklubben 1903        | 3:2       | AIK Solna                | 2:1      | 1:1       |
| FC Carl Zeiss Jena      | 6:0       | Mikkelin Palloilijat     | 3:0      | 3:0       |
| Dinamo Tiflis           | 4:3       | Slawia Sofia             | 4:1      | 0:2       |
| FC Dundee               | 3:7       | FC Twente Enschede       | 1:3      | 2:4       |
| Eskişehirspor           | 0:2       | 1. FC Köln               | 0:0      | 0:2       |
| Español Barcelona       | 2:4       | RWD Molenbeek            | 0:3      | 2:1       |
| AC Florenz              | 0:1       | CS Universitatea Craiova | 0:0      | 0:1       |
| Fenerbahçe Istanbul     | 6:2       | FC Argeș Pitești         | 5:1      | 1:1       |
| Ferencváros Budapest    | 1:3       | Gwardia Warschau         | 0:1      | 1:2       |
| Fortuna Düsseldorf      | 3:2       | Næstved BK               | 1:0      | 2:2       |
| Fredrikstad FK          | 0:5       | Dynamo Kiew              | 0:1      | 0:4       |
| Grasshopper Club Zürich | 2:9       | Tottenham Hotspur        | 1:5      | 1:4       |
| Hibernian Edinburgh     | 3:1       | ÍB Keflavík              | 2:0      | 1:1       |
| Ipswich Town            | 1:0       | Real Madrid              | 1:0      | 0:0       |
| VSS Košice              | 3:5       | Honvéd Budapest          | 1:0      | 2:5       |
| Lazio Rom               | 4:3       | FC Sion                  | 3:0      | 1:3       |
| OGC Nizza               | 3:2       | CF Barcelona             | 3:0      | 0:2       |
| Panachaiki              | 3:1       | Grazer AK                | 2:1      | 1:0       |
| Sliema Wanderers        | 0:3       | Lokomotive Plowdiw       | 0:2      | 0:1       |
| Belenenses Lissabon     | 1:4       | Wolverhampton Wanderers  | 0:2      | 1:2       |

## 2. Runde
|                          | Gesamt          |                          | Hinspiel | Rückspiel |
| ------------------------ | --------------- | ------------------------ | -------- | --------- |
| Vitória Setúbal          | (a)2:2(a)       | RWD Molenbeek            | 1:0      | 1:2       |
| Olympique Marseille      | 2:6             | 1. FC Köln               | 2:0      | 0:6       |
| FC Admira/Wacker         | 2:4             | Fortuna Düsseldorf       | 2:1      | 0:3       |
| FC Aberdeen              | 2:5             | Tottenham Hotspur        | 1:1      | 1:4       |
| Dynamo Kiew              | 3:1             | Boldklubben 1903         | 1:0      | 2:1       |
| Dinamo Tiflis            | 8:1             | OFK Belgrad              | 3:0      | 5:1       |
| Feyenoord Rotterdam      | 3:2             | Gwardia Warschau         | 3:1      | 0:1       |
| Ipswich Town             | 6:4             | Lazio Rom                | 4:0      | 2:4       |
| Leeds United             | 0:0 (5:4 i. E.) | Hibernian Edinburgh      | 0:0      | 0:0 n. V. |
| Lokomotive Plowdiw       | 5:7             | Honvéd Budapest          | 3:4      | 2:3       |
| 1. FC Lokomotive Leipzig | (a)4:4(a)       | Wolverhampton Wanderers  | 3:0      | 1:4       |
| OGC Nizza                | 4:2             | Fenerbahçe Istanbul      | 4:0      | 0:2       |
| Panachaiki               | 1:8             | FC Twente Enschede       | 1:1      | 0:7       |
| Ruch Chorzów             | 3:1             | FC Carl Zeiss Jena       | 3:0      | 0:1       |
| Standard Lüttich         | 3:1             | CS Universitatea Craiova | 2:0      | 1:1       |
| VfB Stuttgart            | 8:4             | 1. FC Tatran Prešov      | 3:1      | 5:3 n. V. |

## 3. Runde
|                    | Gesamt    |                          | Hinspiel | Rückspiel |
| ------------------ | --------- | ------------------------ | -------- | --------- |
| Dynamo Kiew        | 2:3       | VfB Stuttgart            | 2:0      | 0:3       |
| Dinamo Tiflis      | 2:6       | Tottenham Hotspur        | 1:1      | 1:5       |
| Fortuna Düsseldorf | 2:4       | 1. FC Lokomotive Leipzig | 2:1      | 0:3       |
| Honvéd Budapest    | 2:5       | Ruch Chorzów             | 2:0      | 0:5       |
| Ipswich Town       | 3:1       | FC Twente Enschede       | 1:0      | 2:1       |
| Leeds United       | 2:3       | Vitória Setúbal          | 1:0      | 1:3       |
| OGC Nizza          | 1:4       | 1. FC Köln               | 1:0      | 0:4       |
| Standard Lüttich   | (a)3:3(a) | Feyenoord Rotterdam      | 3:1      | 0:2       |

## Viertelfinale
|               | Gesamt          |                          | Hinspiel | Rückspiel |
| ------------- | --------------- | ------------------------ | -------- | --------- |
| Ipswich Town  | 1:1 (3:4 i. E.) | 1. FC Lokomotive Leipzig | 1:0      | 0:1 n. V. |
| 1. FC Köln    | 1:5             | Tottenham Hotspur        | 1:2      | 0:3       |
| Ruch Chorzów  | 2:4             | Feyenoord Rotterdam      | 1:1      | 1:3 n. V. |
| VfB Stuttgart | 3:2             | Vitória Setúbal          | 1:0      | 2:2       |

## Halbfinale
|                          | Gesamt |                   | Hinspiel | Rückspiel |
| ------------------------ | ------ | ----------------- | -------- | --------- |
| Feyenoord Rotterdam      | 4:3    | VfB Stuttgart     | 2:1      | 2:2       |
| 1. FC Lokomotive Leipzig | 1:4    | Tottenham Hotspur | 1:2      | 0:2       |

## Finale

### Hinspiel
| Tottenham Hotspur                                 | Tottenham Hotspur | Feyenoord Rotterdam | Feyenoord Rotterdam |
| ------------------------------------------------- | --- | --- | ------------------- |
| Tottenham Hotspur                                 | \| 21. Mai 1974 in London (White Hart Lane) \| \| Ergebnis: 2:2 (1:1) \| \| Zuschauer: 46.281 \| \| Schiedsrichter: Rudolf Scheurer ( BR Deutschland) \|                                                 | \| 21. Mai 1974 in London (White Hart Lane) \| \| Ergebnis: 2:2 (1:1) \| \| Zuschauer: 46.281 \| \| Schiedsrichter: Rudolf Scheurer ( BR Deutschland) \|                                             | Feyenoord Rotterdam |
| Tottenham Hotspur                                 | Pat Jennings – Ray Evans, Terry Naylor, Mike England, Phil Beal (81. Mike Dillon) – John Pratt – Chris McGrath, Steve Perryman, Martin Peters – Martin Chivers, Ralph Coates Cheftrainer: Bill Nicholson | Eddy Treijtel – Wim Rijsbergen, Joop van Daele, Rinus Israël , Harry Vos – Theo de Jong, Wim Jansen, Willem van Hanegem, Peter Ressel – Lex Schoenmaker, Jørgen Kristensen Cheftrainer: Wiel Coerver | Feyenoord Rotterdam |
| Tottenham Hotspur                                 | 1:0 Mike England (39.) 2:1 Joop van Daele (64., Eigentor) | 1:1 Willem van Hanegem (43.) 2:2 Theo de Jong (85.) | Feyenoord Rotterdam |
| 21. Mai 1974 in London (White Hart Lane)          | | |                     |
| Ergebnis: 2:2 (1:1)                               | | |                     |
| Zuschauer: 46.281                                 | | |                     |
| Schiedsrichter: Rudolf Scheurer ( BR Deutschland) | | |                     |

### Rückspiel
| Feyenoord Rotterdam                          | Feyenoord Rotterdam | Tottenham Hotspur | Tottenham Hotspur |
| -------------------------------------------- | --- | --- | ----------------- |
| Feyenoord Rotterdam                          | \| 29. Mai 1974 in Rotterdam (De Kuip) \| \| Ergebnis: 2:0 (1:0) \| \| Zuschauer: 59.000 \| \| Schiedsrichter: Concetto Lo Bello ( Italien) \|                                                                                       | \| 29. Mai 1974 in Rotterdam (De Kuip) \| \| Ergebnis: 2:0 (1:0) \| \| Zuschauer: 59.000 \| \| Schiedsrichter: Concetto Lo Bello ( Italien) \|                                                          | Tottenham Hotspur |
| Feyenoord Rotterdam                          | Eddy Treijtel – Wim Rijsbergen, Joop van Daele, Rinus Israël , Harry Vos – Mladen Ramljak, Wim Jansen, Theo de Jong, Peter Ressel – Lex Schoenmaker, Jørgen Kristensen (76. Johan Boskamp (86. Henk Wery)) Cheftrainer: Wiel Coerver | Pat Jennings – Ray Evans, Terry Naylor, Mike England, Phil Beal – John Pratt (77. Phil Holder)- Chris McGrath, Steve Perryman, Martin Peters – Martin Chivers, Ralph Coates Cheftrainer: Bill Nicholson | Tottenham Hotspur |
| Feyenoord Rotterdam                          | 1:0 Wim Rijsbergen (43.) 2:0 Peter Ressel (84.) | | Tottenham Hotspur |
| 29. Mai 1974 in Rotterdam (De Kuip)          | | |                   |
| Ergebnis: 2:0 (1:0)                          | | |                   |
| Zuschauer: 59.000                            | | |                   |
| Schiedsrichter: Concetto Lo Bello ( Italien) | | |                   |

## Beste Torschützen
| Rang | Spieler           | Klub                | Tore |
| ---- | ----------------- | ------------------- | ---- |
| 1    | Lex Schoenmaker   | Feyenoord Rotterdam | 9    |
| 2    | Martin Peters     | Tottenham Hotspur   | 8    |
| 3    | Josip Bukal       | Standard Lüttich    | 7    |
|      | Hermann Ohlicher  | VfB Stuttgart       | 7    |
| 5    | Marc Molitor      | OGC Nizza           | 6    |
|      | Giorgio Chinaglia | Lazio Rom           | 6    |
|      | Martin Chivers    | Tottenham Hotspur   | 6    |
| 8    | Chris McGrath     | Tottenham Hotspur   | 5    |
|      | Antoine Kuszowski | Olympique Marseille | 5    |
|      | Trevor Whymark    | Ipswich Town        | 5    |
|      | Dieter Brenninger | VfB Stuttgart       | 5    |

## Eingesetzte Spieler Feyenoord Rotterdam
| Feyenoord Rotterdam | |
| Feyenoord Rotterdam | - Tor: Eddy Treijtel (11/-); Ger Reitsma (1/-) - Abwehr: Wim Rijsbergen (12/1); Harry Vos (10/-); Rinus Israël (5/-); Mladen Ramljak (5/-); Dick Schneider (4/-); Jan Everse (2/-) - Mittelfeld: Theo de Jong (12/4); Peter Ressel (12/2); Wim Jansen (12/-); Willem van Hanegem (10/4); Johan Boskamp (9/-); Wim van Til (1/-) - Angriff: Lex Schoenmaker (11/9); Jørgen Kristensen (11/2); Henk Wery (8/1) - Trainer: Wiel Coerver |